# Marius Barnard
Marius Barnard (Kaapstad, 20 januari 1969) is een voormalig Zuid-Afrikaans tennisser die tussen 1988 en 2002 uitkwam in het professionele circuit. Barnard was vooral succesvol in het herendubbeltennis waarin hij zes ATP-toernooien op zijn naam schreef en in nog eens acht finales stond.

## Palmares
| Legenda                       | Legenda               |
| ----------------------------- | --------------------- |
| Grand Slam                    |                       |
| Olympische Spelen             |                       |
| tot 2009                      | vanaf 2009            |
| Tennis Masters Cup            | ATP Finals            |
| ATP Masters Series            | ATP Tour Masters 1000 |
| ATP International Series Gold | ATP Tour 500          |
| ATP International Series      | ATP Tour 250          |

### Dubbelspel
| Nr.                           | Datum             | Toernooi           | Ondergrond    | Partner               | Tegenstanders in finale                | Score             | Details |
| ----------------------------- | ----------------- | ------------------ | ------------- | --------------------- | -------------------------------------- | ----------------- | ------- |
| Gewonnen finales heren dubbel |                   |                    |               |                       |                                        |                   |         |
| 1.                            | 15 november 1992  | ATP Moskou         | Tapijt (i)    | John-Laffnie de Jager | David Adams Andrej Olchovski           | 6-4, 3-6, 7-6     | Details |
| 2.                            | 3 april 1994      | ATP Johannesburg   | tvrdý         | Brent Haygarth        | Ellis Ferreira Grant Stafford          | 6-3, 7-5          | Details |
| 3.                            | 10 maart 1996     | ATP Rotterdam      | Tapijt (i)    | David Adams           | Hendrik Jan Davids Cyril Suk           | 6–3, 5–7, 7–6     | Details |
| 4.                            | 14 juli 1996      | ATP Newport        | Gras          | Piet Norval           | Paul Kilderry Michael Tebbutt          | 6–7, 6–4, 6–4     | Details |
| 5.                            | 4 augustus 1996   | ATP Los Angeles    | Hardcourt     | Piet Norval           | Jonas Björkman Nicklas Kulti           | 7–5, 6–2          | Details |
| 6.                            | 14 januari 2001   | ATP Auckland       | Hardcourt     | Jim Thomas            | David Adams Martín García              | 7-6, 6-4          | Details |
| Verloren finales heren dubbel |                   |                    |               |                       |                                        |                   |         |
| 1.                            | 8 augustus 1993   | ATP Kitzbühel      | Gravel        | Tom Mercer            | Juan Garat Roberto Saad                | 4-6, 6-3, 3-6     | Details |
| 2.                            | 18 februari 1996  | ATP Marseille      | Hardcourt (i) | Peter Nyborg          | Jean-Philippe Fleurian Guillaume Raoux | 3-6, 2-6          | Details |
| 3.                            | 15 juni 1997      | ATP Halle          | Gras          | David Adams           | Karsten Braasch Michael Stich          | 6–7, 3–6          | Details |
| 4.                            | 15 februari 1998  | ATP St. Petersburg | Tapijt (i)    | Brent Haygarth        | Nicklas Kulti Mikael Tillström         | 6-3, 3-6, 6-7(3)  | Details |
| 5.                            | 20 juni 1999      | ATP Nottingham     | tráva         | Brent Haygarth        | Patrick Galbraith Justin Gimelstob     | 7-5, 5-7, 3-6     | Details |
| 6.                            | 29 augustus 1999  | ATP Boston         | Hardcourt     | T.J. Middleton        | Guillermo Cañas Martín García          | 7-5, 6-7(2), 3-6  | Details |
| 7.                            | 17 september 2000 | ATP Tasjkent       | Hardcourt     | Robbie Koenig         | Justin Gimelstob Scott Humphries       | 3-6, 2-6          | Details |
| 8.                            | 16 september 2001 | ATP Tasjkent       | Hardcourt     | Jim Thomas            | Julien Boutter Dominik Hrbatý          | 4-6, 6-3, [11-13] | Details |

## Prestatietabel
| Legenda | Legenda                          |
| ------- | -------------------------------- |
| g.t.    | geen toernooi gehouden           |
| l.c.    | lagere categorie                 |
| –       | niet deelgenomen                 |
| G       | uitgeschakeld in de groepsfase   |
| 1R      | uitgeschakeld in de eerste ronde |
| 2R      | uitgeschakeld in de tweede ronde |
| 3R      | uitgeschakeld in de derde ronde  |
| 4R      | uitgeschakeld in de vierde ronde |
| KF      | uitgeschakeld in de kwartfinale  |
| HF      | uitgeschakeld in de halve finale |
| F       | de finale verloren               |
| W       | het toernooi gewonnen            |
| w-v     | winst/verlies-balans             |

### Prestatietabel grand slam, dubbelspel
| Toernooi        | 1990 | 1993 | 1994 | 1995 | 1996 | 1997 | 1998 | 1999 | 2000 | 2001 | 2002 |
| --------------- | ---- | ---- | ---- | ---- | ---- | ---- | ---- | ---- | ---- | ---- | ---- |
| Australian Open | –    | 1R   | –    | 1R   | –    | 1R   | 1R   | 1R   | KF   | 1R   | 2R   |
| Roland Garros   | –    | 1R   | 2R   | 2R   | 1R   | 1R   | 1R   | 1R   | 3R   | 2R   | 1R   |
| Wimbledon       | –    | 1R   | KF   | 1R   | 1R   | 1R   | 1R   | 1R   | 1R   | 1R   | 2R   |
| US Open         | 1R   | 2R   | 2R   | 2R   | 1R   | 1R   | 2R   | 2R   | 3R   | 2R   | 1R   |